# Melanotaenia ajamaruensis
Melanotaenia ajamaruensis är en fiskart som beskrevs av Allen och Cross, 1980. Melanotaenia ajamaruensis ingår i släktet Melanotaenia och familjen Melanotaeniidae. IUCN kategoriserar arten globalt som otillräckligt studerad. Inga underarter finns listade i Catalogue of Life.